# Dragon Data
Dragon Data fue una compañía galesa fabricante de los ordenadores domésticos Dragon 32 y Dragon 64, basados en el microprocesador Motorola MC6809E, el SN74LS783/MC6883 Synchronous Address Multiplexer (SAM) y el Motorola 6847 Video Display Generator (VDG). La entrada/salida la llevan a cabo dos PIAs (Peripheral Interface Adaptors) MC6821. Ambos son pseudoclones del Tandy TRS-80 Color Computer ("CoCo"), lo suficientemente diferentes como para eludir problemas legales, pero ambos basados en los mismos componentes de Motorola. Los Dragon además tienen la circuitería adicional para convertir la salida NTSC del chip a PAL.

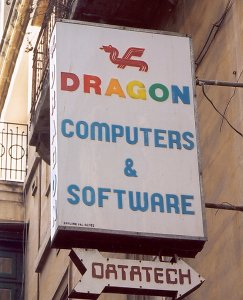
Dragon Logo

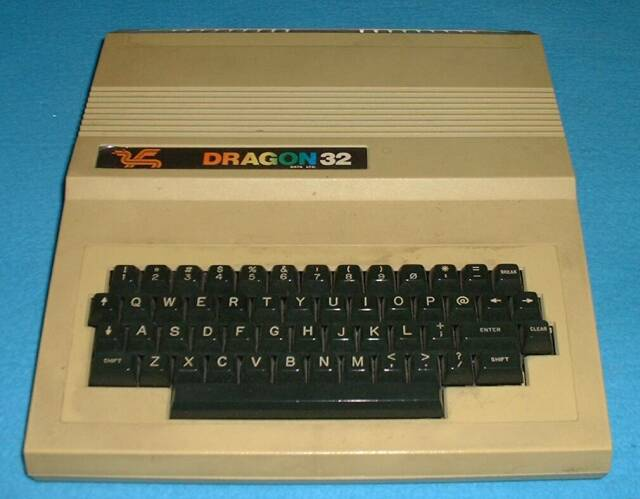
Un Dragon 32.

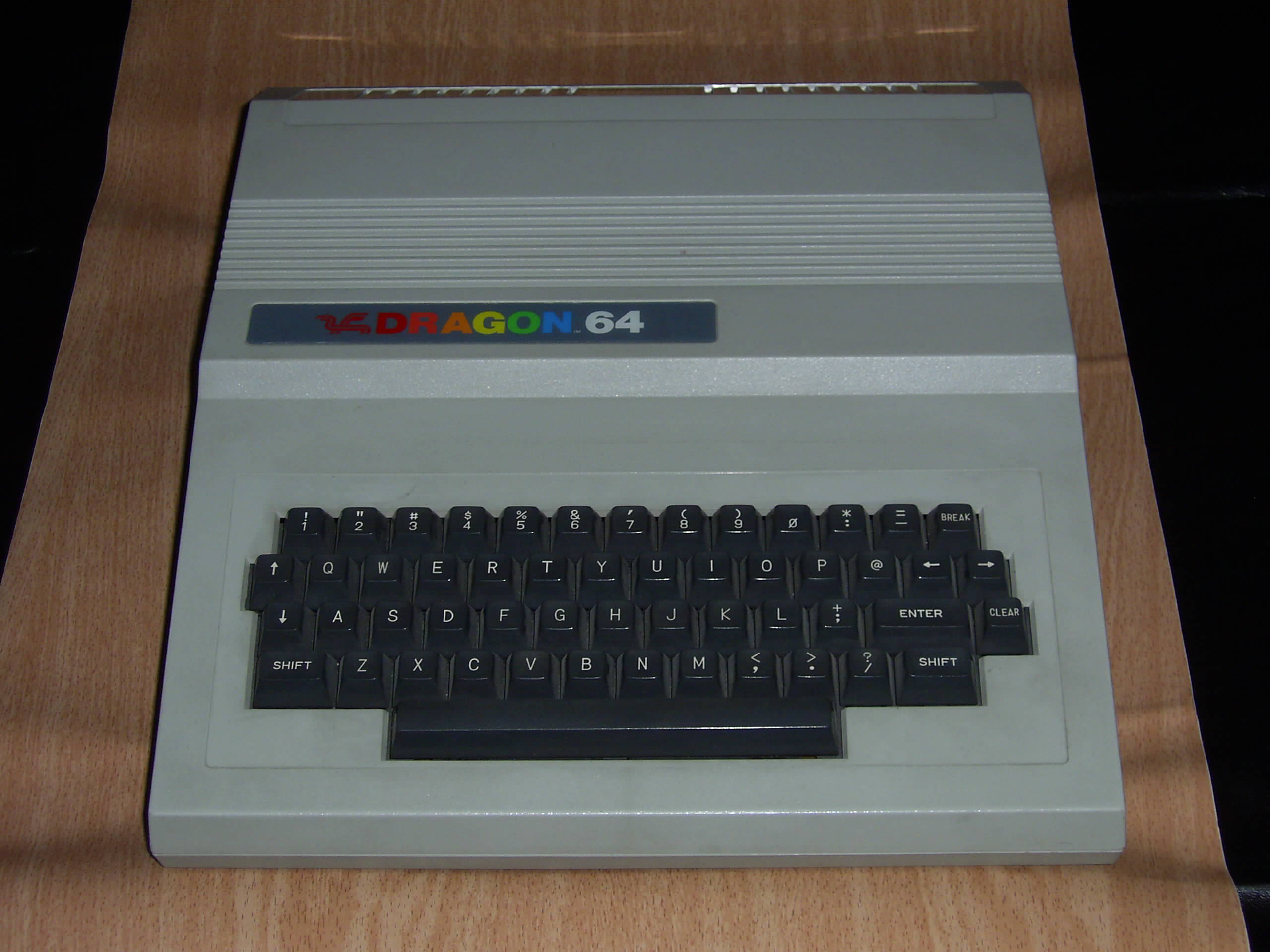
Un Dragon 64.

## Historia
Dragon Data era en 1982 una subsidiaria de la juguetera Mettoy. Esta logra de Motorola Inglaterra una línea de crédito y precios especiales por usar solo chips Motorola (el mercado inglés estaba virtualmente repartido entre Zilog y MOS Technology), licencia con Microsoft el Extended BASIC (que le saca todo el partido a los chips y ayuda a eludir problemas legales, al reescribir todos los tokens) y gracias a su red de distribución logra colocar el equipo en la cadena Boots.
En octubre de 1982 las finanzas de Mettoy no andaban muy boyantes. Si los bancos proporcionaran la financiación necesaria para expandir la línea de producción del Dragon todo estaría resuelto, pero se negaron. La dirección de Dragon Data, mediante Tony Clarke, persuade a varias instituciones financieras de refinanciar Dragon Data. De este modo Mettoy queda con un 15,5%, la Oficina de Desarrollo de Gales con un 23% y Pru-tech (la división de alta tecnología de la aseguradora británica Prudential Insurance) el paquete mayor con un 42%. Como parte del acuerdo con la Oficina de Desarrollo de Gales, la producción se traslada a una fábrica mayor abandonando la de Mettoy (cuya insuficiencia contribuirá a la caída de la juguetera),
1983 comienza bien. Tras la campaña navideña se han vendido unos 40.000 Dragon 32, Dragon Data es la mayor compañía privada de Gales, y las cadenas Spectrum, Dixons y Comet se habían sumado a Boots. Algunos técnicos argumentan que se debe mejorar el diseño de placa para poder competir con el Commodore 64 y el Spectrum, pero reciben una pequeña asignación, pues no está en los planes el competir en precio. 
En marzo se hacen planes para pasar de 5.000 a 10 000 Dragones cada semana, algo ingenuo pues era pretender que se mantendría el nivel de ventas de Navidad, pero a la larga contribuyó a extender el rango de hard, y se planearon nuevos accesorios. Una unidad de disquete de simple cara con el sistema operativo OS/9 de Microware se pretende lanzar por £275 en abril. También se planean ampliaciones a 64 Kb, dos interfaces RS-232C y una tarjeta de 80 columnas. Además se define un ordenador para competir con el BBC Micro y otro para competir por el mercado de IBM/Sirius
Abril llega con un retraso en la unidad de disco, lo que favorece a Premier Microsystems que lleva meses ofreciendo una a Dragon; Dragon Data está encarando en ese momento en un problema que Premier ya ha solucionado. Se llega a un acuerdo con Tano Corporation de Nueva Orleans para que distribuya el Dragon 32 en EE. UU., a lo que contribuye que Tandy renuncia a ejercer acciones legales (Tandy carece de patente del CoCo en Inglaterra y para cuando se terminara el juicio ambas máquinas ya estarían obsoletas). Se lanza Dragon User, un magacín especializado en el Dragon.
En mayo se anuncia un cambio de placa madre para ampliar a 64 Kb y dotarlo de interfaz serie por £75, pero acabara concretándose en la sustitución por la placa del Dragon 64. esto evita incompatibilidades y el tener que mantener dos líneas de productos. Se cierra definitivamente el acuerdo con Tano, que se encargará de distribuirlo en USA, Canadá y el Caribe. Se le ha escogido por tener experiencia en automatización marítima con equipos basados en 6809, y por haber distribuido su propio clon del Apple II (diseñado en Holanda y fabricado en Corea). El Dragon 64 fabricado en USA se venderá a $399. De 4.000 potenciales distribuidores se seleccionan 400-500 (que se ampliará a 1.500 cuando la producción semanal se incremente a 2.000 máquinas por semana)
En agosto el Dragon 64 se comienza a vender a $399 en USA y £225 en Inglaterra. Pero el manual americano está mejorado, incluye hoja de cálculo, mail-merge y el procesador de texto Telewriter 64. Se justifica públicamente por los menores costes al no tener que adaptar a PAL la señal de video. Pero por lo demás las máquinas son idénticas.
Tano comienza a diseñar con Dragon Data el nuevo Dragon 128, que contará con 128 Kb, dos procesadores 6809, keypad numérico y poder escoger a arrancar OS/9.
Las malas decisiones tomadas con la sobreproducción pasan factura y se obliga a Tony Clarke a dimitir. Se pide a GEC (General Electric Company, la mayor eléctrica de Inglaterra con intereses en Defensa y satélites entre otros) que proporcione un nuevo ejecutivo, y así se hace (no debe extrañar pues Prutech es uno de los mayores accionistas de GEC).
El retraso con la unida de disco es aprovechado por Cumana para lanzar su propia unidad, con DeltaDOS como sistema de disco. Aunque es más cara que la oficial de Dragon, su DeltaDOS es mejor que el DragonDOS, al carecer de bugs y presentar un zócalo para incorporar más utilidades en ROM como un ensamblador. En ambos casos se trata de un cartucho que se conecta en el lateral derecho, y desde él mediante conectores Shugart, a las unidades externas.
El Dragon 64 se acaba presentando pero no llega a tiempo del PCW Show por una mísera semana, perdiendo una ocasión. No se cumple tampoco el plazo dado para lanzar a la vez el OS/9, lo que perjudica el objetivo fijado por el nuevo ejecutivo para posicionarse en el mercado profesional.
Por el contrario de Francia llegan buenas noticias de venta, y Tano acaba de participar en el Color Computer Exposition '83 en Pasadena (California), y el 64 con unidad de disco ha logrado más atención que el anuncio de Tandy del CoCo II con 64 Kb. Se esperaba que esto moviera a programadores de CoCo a convertir sus juegos y utilidades al Dragon, y que a su vez en Inglaterra se siguer el camino inverso. Pero ningún programador de Dragon se decide a dar el paso. Es más, los mejores juegos se traen de USA en versión CoCo, Dragon Data o Microdeal lo convierten al Dragon y además de venderse en Inglaterra vuelve ya empacado a USA para ser distribuido por Tano.
El programa de actualización (llevas el Dragon 32 al distribuidor, pagas £140 y te llevas un Dragon 64) no acaba de cuajar. Commodore había usado este método con éxito para pasar del VIC 20 al Commodore 64, pero ahí se producía una ruptura de compatibilidad del soft, con una máquina mucho más avanzada. Pero el Dragon 64 solo ofrece más memoria y una interfaz serie. Y eso con una máquina que no llega al año.
En febrero se publica Inside the Dragon un libro de Duncan Smeed e Ian Sommerville que pasa revista al Dragon, su ROM y hardware y como exprimirlos. Y al fin llega el OS/9 a las tiendas. Este sistema operativo multitarea, modular, multiusuario y tipo Unix se vende por £40 y pueden adquirirse más aplicaciones, de procesadores de texto, bases de datos, etc., a programas de contabilidad y paquetes de desarrollo en C, Pascal y BASIC09. Es bien recibido por los usuarios con unidad de disco.
En abril se anuncian los nuevos planes con dos equipos de los que se muestran prototipos. El Dragon Alpha es una máquina con 64 o 128 Kb, unidad interna de 3,5 con una segunda en opción, DOS y controladora de discos integrada, fuente de alimentación interna, generador de sonido de tres canales, monitor RGB y, siguiendo la visión de un futuro conectado expresada por su director, módem integrado certificado por BT (la telefónica inglesa) para acceder a los incipientes MUDs (Multi-User Dungeon, el equivalente de entonces a los universos virtuales como el de Blizzar), Prestel (el servicio de videotex británico) y las BBS
Por el contrario el Dragon Beta sigue la senda del Dragon 128 de Tano, con dos procesadores 6809, 256 Kb ampliables a 768 Kb y dos unidades de disco internas del 3,5 y una unidad externa de disco duro. Monitor RGB, gráficos a 20*256*16 colores, 640*512*4, 640*256*4, 320*256*4 y un modo teletexto de 160*72. La CPU sería una caja cuadrada sobre la que poner el monitor, con teclado con keypad separado, lápiz óptico, joystick, ratón, puerto paralelo, cuatro puertos serie, módem integrado con velocidades de 1200/75 (teletexto), 1200/1200 y 300/300 baudios y tarjeta de red. Esto con el OS/9 le permitiría hacer de servidor de ficheros.
Con los prototipos fabricados y las máquinas listas para entrar en producción en julio de 1984, Dragon User se ve forzado a cambiar la editorial justo antes de imprimir debido a las desastrosas noticias recibidas de la dirección. A primero de año la cadena British Home Stores decide dejar de distribuir el Dragon 32, saldándolo. Su rival Boots responde con más ventas y comienza a saldar también el soft. Dixon lo sigue en abril. El Dragon 32 es una máquina obsoleta en términos informáticos, el Dragon 64 es poco más que una ampliación de memoria y el retraso en las unidades de disco y el OS/9 (que hubieran cimentado el mercado) han dañado su mercado. Dragon Data no logra el flujo de caja necesario para llevar adelante sus planes y cae en bancarrota.
Por el lado americano, no se tiene noticias de Tano, que ha dejado de soportar al Dragon. Tandy se interesa por Dragon, pero el mantener las garantías vigentes de los usuarios de Europa y USA pesa demasiado y en agosto retira su oferta. Suenan otros nombres como Philips, pero al final es la española Eurohard quien compra los derechos.
Eurohard ha sido distribuidor de Dragon en España. Su dirección logra el respaldo financiero del Instituto Nacional de Industria de España (INI) y de Sodiex, la Sociedad para el Desarrollo Industrial de Extremadura, que toman un 10% y un 40% de Eurohard. El resto es aportado por financieros como Eduardo Merigo (entonces portavoz de Visa España). Las oficinas se dejan en Madrid y la producción del Dragon pasa a Cáceres, Extremadura. Eurohard ha estado desarrollando en secreto el Dragon MSX, fabricado por Radofin (la misma empresa que creó el Mattel Aquarius) en Oriente, y Eurohard se centrará en esa rama dejando de lado los Alpha y Beta, mientras sigue fabricando sus Dragon.
En el acuerdo los empleados de Dragon Data en Gales pasan a formar Touchmaster, una nueva empresa que se dedica a fabricar tabletas gráficas para todos los ordenadores (incluyendo por supuesto al Dragon).